# Beavoha
Beavoha is een plaats en commune in het zuiden van Madagaskar, behorend tot het district Betioky Sud, dat gelegen is in de regio Atsimo-Andrefana. Tijdens een volkstelling in 2001 telde de plaats 8.216 inwoners.
De plaats biedt alleen lager onderwijs aan. 70% van de bevolking werkt als landbouwer en 28% houdt zich bezig met veeteelt. De belangrijkste landbouwproducten zijn bonen en uien; overige belangrijk product zijn pinda's. Verder is 2% actief in de dienstensector.